# 191 Batalion WOP
191 Batalion Wojsk Ochrony Pogranicza – samodzielny pododdział Wojsk Ochrony Pogranicza.

## Formowanie i zmiany organizacyjne
Na podstawie rozkazu MBP nr 043/org z 3 czerwca 1950, na bazie 7 Brygady Ochrony Pogranicza, sformowano 19 Brygadę Wojsk Pogranicza, a z dniem 1 stycznia 1951 braniewski 3 batalion Ochrony Pogranicza przemianowano na 191 batalion WOP.
W maju 1952 rozformowano batalion. Jego strażnice podporządkowano 192 batalionowi WOP.

## Dowódcy batalionu
- mjr Konstanty Pasztejaniec (1951-?)